# Ермаков, Демьян Петрович
Демьян Петрович Ермаков (24 июня [7 июля] 1915, Новопавловка, Воловский район — 1 декабря 1987, Жданов, Донецкая область) — механик-водитель танка 22-й гвардейской танковой бригады, гвардии старший сержант.

## Биография
Родился 24 июня 1915 года в деревне Новопавловка Воловского района Липецкой области. Окончил 3 класса. Был трактористом в колхозе.
В Красной Армии в 1937—40 и с 1941 года. На фронте в Великую Отечественную войну с июля 1943 года. Начал свой боевой путь под Курском, прошёл с боями до Венгрии.
Механик-водитель танка 22-й гвардейской танковой бригады гвардии старший сержант Ермаков 27 декабря 1943 года в районе села Браженка с экипажем уничтожил три пушки и до двадцати противников.
10 августа 1944 года гвардии старший сержант Ермаков Демьян Петрович награждён орденом Славы 3-й степени.
19-27 августа 1944 года в том же составе Ермаков в ходе боёв за населённые пункты Бырлад, Текучи, Плоешти поразил десять вражеских пушек, двенадцать автомашин и свыше взвода пехоты.
В сентябре 1944 года экипаж танка Ермакова провёл рейд в тыл врага. Вместе с танковым десантом он на полном ходу ворвался на вражеский аэродром. Противники были застигнуты врасплох. Воины захватили аэродром и удерживали его до подхода наших частей.
Приказом по 6-й танковой армии от 19 октября 1944 года за мужество и героизм, проявленные в боях, гвардии старший сержант Ермаков Демьян Петрович награждён орденом Славы 2-й степени.
8 декабря 1944 года при взятии города Вац Ермаков с экипажем ворвался в самую гущу фашистов, огнём и гусеницами уничтожил две противотанковые пушки и до двадцати пяти солдат и офицеров противника.
Указом Президиума Верховного Совета СССР от 28 апреля 1945 года за мужество, отвагу и героизм, , гвардии старший сержант Ермаков Демьян Петрович награждён орденом Славы 1-й степени.
В июле 1945 года гвардии старшина Ермаков демобилизован. Жил в городе Жданов Донецкой области. Работал водителем в производственном объединении «Ждановтяжмаш».
Умер 1 декабря 1987 года.

## Награды
Награждён тремя орденами Славы, орденами Отечественной войны 1-й степени, Красной Звезды, медалями.